# Gary Wright
Gary Malcolm Wright (ur. 26 kwietnia 1943 w Cresskill, zm. 4 września 2023 w Palos Verdes Estates) – amerykański muzyk rockowy, kompozytor, autor tekstów.

## Życiorys
Urodził się i wychował w Cresskill w stanie New Jersey. Jako dziecięcy aktor zadebiutował w telewizji w wieku siedmiu lat w serialu Captain Video and His Video Rangers, nakręconym w Nowym Jorku. Występował w reklamach telewizyjnych i radiowych, zanim zaproponowano mu rolę w broadwayowskiej produkcji musicalu Fanny w 1954 roku. Wright wcielił się w rolę Cesario, syna Fanny, którego grała Florence Henderson. Przy produkcji spędził dwa lata, podczas których wystąpił z Hendersonem w programie The Ed Sullivan Show.
Po ukończeniu nauki gry na fortepianie i organach Wright prowadził różne lokalne zespoły rockowe, uczęszczając do Tenafly High School w Tenafly w stanie New Jersey. W 1959 roku dokonał swojego pierwszego komercyjnego nagrania z Billym Markle w nowojorskich studiach NBC Radio. Singiel „Working After School”, przypisany Gary’emu i Billy’emu, został wydany przez 20th Century Fox Records w 1960 roku.
Postrzegając muzykę jako „zbyt niestabilną” ścieżkę kariery, jak to później ujął, Wright studiował, aby zostać lekarzem w College of William & Mary w Wirginii i na Uniwersytecie Nowojorskim, a następnie przez rok studiował w Downstate Medical College, cały czas kontynuując występy z lokalnymi zespołami. Po specjalizacji z psychologii w Nowym Jorku w 1966 roku wyjechał do Niemiec, aby dokończyć studia na Uniwersytecie w Berlinie.

## Kariera
Gary Wright był amerykańskim muzykiem i kompozytorem najbardziej znanym ze swoich hitów z 1976 roku „Dream Weaver” i „Love Is Alive”. Przełomowy album Wrighta, The Dream Weaver (1975), ukazał się po siedmiu latach spędzonych w Londynie, na przemian jako członek brytyjskiego zespołu bluesrockowego Spooky Tooth i artysta solowy. Podczas pobytu w Anglii grał na klawiszach na albumie byłego Beatlesa George’a Harrisona All Things Must Pass (1970), rozpoczynając w ten sposób przyjaźń, która zainspirowała indyjskie motywy religijne i duchowość nieodłącznie związane z późniejszym pisaniem piosenek Wrighta. Jego twórczość począwszy od końca lat 80. obejmowała muzykę światową i gatunek New Age, chociaż żadne z jego albumów wydanych po 1976 roku nie osiągnęło takiego poziomu popularności jak The Dream Weaver.
Wright występował również jako aktor dziecięcy, występował na Broadwayu w przebojowym musicalu Fanny, zanim zaczął studiować medycynę, a następnie psychologię w Nowym Jorku i Berlinie. Po spotkaniu z Chrisem Blackwellem z Island Records we Wright przeniósł się do Londynu, gdzie pomógł w zdobyciu popularności Spooky Tooth. Był także głównym autorem tekstów zespołu przy nagraniach – między innymi przy dobrze przyjętych albumach Spooky Two (1969) i You Broke My Heart So I Busted Your Jaw (1973). Jego solowy album Footprint (1971), nagrany przy udziale Harrisona, zbiegł się z utworzeniem krótkotrwałego zespołu Wrighta Wonderwheel, w skład którego wchodził gitarzysta Mick Jones, później znany ze współpracy z Foreignerem. Ponadto na początku lat 70. Wright grał na znaczących nagraniach B.B. Kinga, Jerry’ego Lee Lewisa, Ringo Starra, Harry’ego Nilssona i Ronnie Spector, a jego muzyczna współpraca z Harrisonem trwała aż do śmierci tego ostatniego w 2001 roku.
Na początku lat 80. Wright zajął się tworzeniem ścieżek dźwiękowych do filmów, włączając w to ponowne nagranie swojej najpopularniejszej piosenki „Dream Weaver” na potrzeby komedii Wayne's World z 1992 roku. Po ponownej trasie koncertowej Spooky Tooth w 2004 roku Wright często występował na żywo, jako członek Starr’s All-Starr Band, z własnym zespołem, albo podczas kolejnych zjazdów Spooky Tooth. Wszystkie najnowsze solowe albumy Wrighta, w tym Waiting to Catch the Light (2008) i Connected (2010), zostały wydane przez jego wytwórnię Larklio. W 2014 roku Jeremy P. Tarcher opublikował autobiografię Wrighta Dream Weaver: Music, Meditation, and My Friendship with George Harrison.

## Śmierć
Zmarł w swoim domu w Palos Verdes Estates 4 września 2023 roku w wieku 80 lat. Około sześć lub siedem lat przed śmiercią zdiagnozowano u niego otępienie z ciałami Lewy’ego i chorobę Parkinsona.